# Katakomb

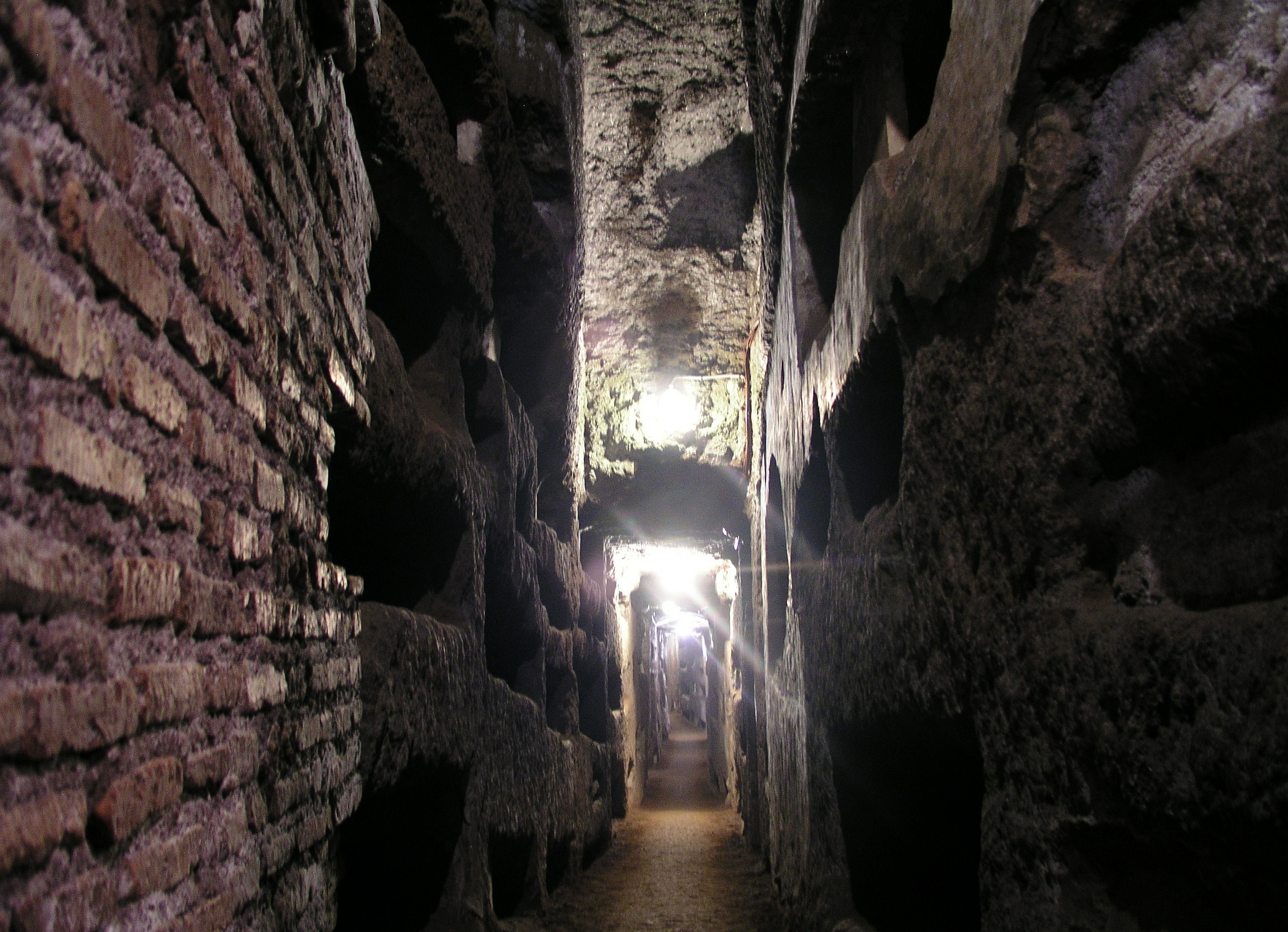
Gravnischer i Domitillas katakomber i Rom.

Katakomb är en underjordisk begravningsplats. Ordet går tillbaka på Coemeterium ad catacumbas som är helgonet Sebastians gravområde vid Via Appia i Rom.
Redan under antiken fanns underjordiska begravningsplatser i Medelhavsområdet, bland annat i Rom och Neapel. De var ofta vitt förgrenade och med flera våningar, och gravarna låg antingen var för sig uthuggna i väggen eller också gravlades de döda i gravkammare med flera gravar. Av platsbrist användes ibland också gångarna för att hugga ut nischer.
Både kristna och judar tillämpade jordbegravning och utnyttjade därför möjligheten att begrava sina döda i katakomber. Många av katakomberna har vägg- och takmålningar. En del kristna katakomber har uthuggna kammare för dödsmåltider, så kallade refrigerier.